# Академія електронного урядування
Академія електронного управління (англ. e-Governance Academy) — некомерційна консалтингова організація, що знаходиться в Естонії. Вона була заснована для формування та поширення бази знань і передового досвіду в галузі електронного врядування. Починаючи з 2002 року, Академія електронного управління вже налагодила співпрацю з понад 230 організаціями, що працюють у більш ніж 130 країнах світу.
Організація бере участь у плануванні та впровадженні електронного врядування та цифрових перетворень у низці країн. Зокрема, вона допомагає органам державної влади у прийнятті рішень щодо програм цифрової трансформації, а також у формуванні організацій, відповідальних за розробку національних програм. В академії працюють багато ініціаторів, розробників та виконавців е-урядування в Естонії (e-Estonia): Ліндар Війк, Арво Отт, Лія Ханні, Марі Педак, Ууно Валлнер, Ханнес Асток. Починаючи з 2012 року, Академія електронного управління допомагає вирішувати питання у сфері електронного врядування в Україні.

## Проекти
- В рамках Програми «U-LEAD з Європою», Академія електронного управління реалізує проект EGOV4UKRAINE [Архівовано 4 травня 2018 у Wayback Machine.][10][11][12], спрямований на розвиток електронних послуг для населення[13]. В межах проекту була розроблена і впроваджена система обміну даними «Трембіта» та інформаційна система «Вулик» для ЦНАП[14][15][16]. «Трембіта» — це система безпечного обміну даними, яка забезпечує взаємодію інформаційних систем органів державної влади та сприяє розвитку державних електронних послуг. «Вулик» автоматизує роботу Центрів надання адміністративних послуг (ЦНАП), покращує робочі процеси та оптимізує точність обробки даних, і таким чином дає змогу прискорити надання послуг[17].

На основі «Трембіти» були зокрема створені такі комплексні державні послуги, як єМалятко та ID-14. Система обміну даними «Трембіта» також забезпечила отримання електронних копій документів у мобільному додатку «Дія».
- З 2020 року Академія електронного управління реалізує проект EU4DigitalUA, спрямований на підтримку цифрової трансформації України та її гармонізацію з Єдиним цифровим ринком[21]. Організація, зокрема, займатиметься розробкою інфраструктури для цифрового врядування, модернізацією державних електронних послуг, подальшим розвитком кібербезпеки та засобів захисту даних[22].

- Разом із Державним агентством з питань електронного урядування (згодом, із його наступником — Міністерством цифрової трансформації України[23]), Академія електронного управління організовує Форуми для ІТ-директорів України[24]. 27 вересня 2019 року пройшов вже V такий форум[25].